# マファルダ・デ・ポルトゥガル

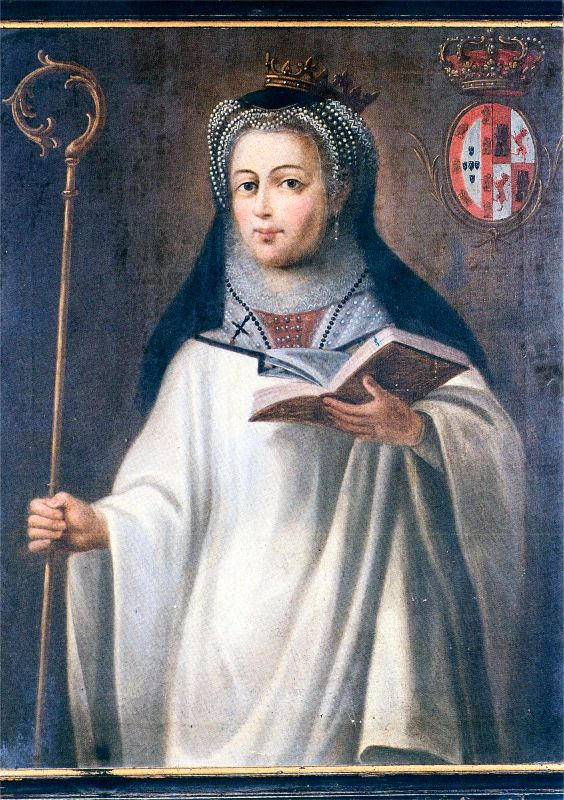
マファルダ・デ・ポルトガル

マファルダ・デ・ポルトゥガル（ポルトガル語：Mafalda de Portugal, 1195年1月11日 - 1256年5月1日）は、カスティーリャ王エンリケ1世の妃。

## 生涯
マファルダはポルトガル王サンシュ1世とドゥルセ・デ・アラゴンの娘である。
1211年の父の死によりセイアの城と付随する領地、およびそこからの収入を得られるはずであった。加えて、ハイーニャ（rainha、王妃または王女）の称号を利用する権利が与えられた。しかし、これにより弟アフォンソ2世との争いが生じた。アフォンソ2世は権力を王に集中させようとしており、マファルダが称号および権利を受け取ることを妨げた。アフォンソ2世はマファルダだけでなく他の姉妹テレサおよびサンシャとも同じようなことが起こり、それらの継承者たちがポルトガル王権に対して問題を引き起こし、国が二分されることを恐れたのである。一部の貴族がマファルダおよび姉妹らを支持したが、マファルダらは敗北した。後に1230年にアフォンソ2世が死去した後、その息子サンシュ2世が伯母たちに領地と城を与え、そのかわりにハイーニャの称号の使用を諦めさせることにより、和平をもたらした。
1215年、マファルダはカスティーリャ王エンリケ1世と結婚した。しかし、翌1216年、教皇インノケンティウス3世によって近親婚を理由に結婚の無効を宣言された。
1220年、マファルダは再婚しないと決め、アロウカ修道院の修道女となったが、マファルダは領地の支配を特免状を与えられた。マファルダは修道院長となり、そのときはベネディクト会の修道女であったが、1226年に修道院をシトー会修道院に変更した。マファルダはノッサ・セニョーラ・ダ・シルバ（Nossa Senhora da Silva）に奉仕し、かなりの寄進も行った。マファルダは他にも旅人のための救護所および数々の橋、教会、修道院、病院を創建した。また、何世紀も地域の信仰の重要な中心の役割を果たすことになる、自身の修道院の創建も支援した。
最終的にマファルダと姉テレサおよびサンシャはシトー会の修道女となった。マファルダはノッサ・セニョーラ・ダ・シルバから帰還した後、病にかかり1256年5月1日にリオ・ティント修道院で死去した。人々がマファルダの遺体をアロウカ修道院に運ぼうとした際に、遺体が腐敗していないことに気がついた。このことが、マファルダへの強い信仰を生み出した。